# Очень старый человек с огромными крыльями
«Очень старый человек с огромными крыльями» (Un señor muy viejo con unas alas enormes) — рассказ колумбийского писателя, нобелевского лауреата Габриэля Гарсиа Маркеса, написанный в 1968 году. Представляет собой типичное для автора произведение в стиле «магического реализма», сочетая повседневность с элементами фантастики. Самим автором история преподносится как «сказка для детей», однако глубокий символизм, заложенный в повествовании позволяет отнести рассказ к серьезной литературе для взрослого читателя. Главный герой несмотря на необычное появление и внешний вид, больше похож на человека. Так как он не соответствует стереотипным представлениям об ангелах, окружающие не могут принять его, обращаясь с ним жестоко и несправедливо.

## Сюжет
В повести автор рассказывает о странном появлении необычного человека на сельском дворе простых людей. Как-то вечером Пелайо, хозяин двора, встретил в своем дворе очень старого человека с белыми крыльями. У него был нищий, убогий, грязный вид. Пелайо со своей женой Элисендой решили, что этот человек — иностранный матрос, который потерпел кораблекрушение, но они всё же решили позвать соседку. Та сказала, что это ангел, которого прислали за больным ребенком этой семьи. Они оставили старика у себя в курятнике. Вскоре вся деревня знала о появлении этого странного существа.
В это время жар у ребёнка прошёл и он почувствовал себя очень хорошо. Пелайо с женой решили отблагодарить старика и отпустить, но много людей хотели посмотреть на это чудо. Элисенда решила заработать на этом, потому брала с каждого желающего пять сентаво. Дом оградили забором, чтобы толпа не разнесла жилище. Узнав ошеломительную новость, во двор Пелайо пришел падре Гонсага. Он приветствовал старика по-латыни, но тот, в свою очередь, только пробурчал что-то на своём языке. Гонсага отправил письмо епископу, чтобы тот написал письмо примасу, а тот в свою очередь — Папе Римскому, чтобы окончательный вердикт поступил из самой высокой инстанции. Ангела пытались кормить кристаллами камфоры и  разными блюдами, что приносили ему паломники. Но он выбрал лишь баклажанную икру (papillas de berenjena — кашицу из баклажанов).
В то время в посёлок прибыл странствующий цирк с людьми-аномалиями вроде женщины-паука (девушки, которая в детстве сбежала с дому на танцы, за что была жутко наказана). Посмотреть на неё стоило меньше денег, да и зрелище было интереснее. Двор Пелайо опустел. Но хозяева к тому времени уже накопили достаточно денег и смогли построить двухэтажный дом со всеми удобствами (только курятник остался нетронутым). Когда сын Пелайо подрос, родители не подпускали его к курятнику, но позже мальчик стал часто приходить к ангелу. Тот не был с ним приветлив, как и с остальными. Однажды они оба заболели ветрянкой. Доктор осмотрел и мальчика, и старого ангела. Ангел был очень вялым, уставшим и жалким, на его крыльях осталось всего несколько перьев. Вскоре он начал бродить по дому, чем пугал Элисенду. Муж её пожалел ангела, и закутав его, отнёс спать под навес, и тогда они заметили, что у него жар и он умирает. Со временем, с первыми лучами солнца ангел стал поправляться. Он знал, почему он чувствовал себя так плохо, но считал, что его никто не понимает, потому молчал, изредка напевая песни, пока его никто не слышал. И всё-таки ангел оправился и готовился взлететь. Элисенда увидела его взлёт и только смотрела вслед с облегчением.

## Критика и отзывы
Юрий Буйда включил этот рассказ в состав гипотетического сборника лучших рассказов, написанных за последние 200 лет.

## Экранизации
- Очень старый человек с огромными крыльями[3] (Un señor muy viejo con unas alas enormes), Италия, Испания, Куба, 1988, режиссёр Фернандо Бирри
- Очень старый человек с огромными крыльями, мультфильм, 1990, Беларусфильм, режиссёр Олег Белоусов
- На краешке света, Украина, 2002, режиссёр Алла Пасикова
- Пересохшая земля, короткометражный фильм, Украина, режиссёр Тарас Томенко
- Человек-ветер, Казахстан 2007, режиссёр Xуат Aхметов

## Влияние
- Рассказ повлиял на роман «Скеллиг» британского писателя Дэвида Алмонда[4].